# Lorelei (Mutada)
Lorelei (Lani Ubana es un personaje ficticio que aparece en los cómics estadounidenses publicados por Marvel Comics.

## Historial de publicaciones
La primera aparición del personaje fue en X-Men vol. 1 # 63 (diciembre de 1969), y fue creado por Roy Thomas y Neal Adams.
El personaje aparece posteriormente en Avengers vol. 1 #105 (noviembre de 1972), Defenders vol. 1 #15-16 (septiembre–octubre de 1974), Uncanny X-Men #104 (abril de 1977), Champions #17 (enero de 1978), Super-Villain Team-Up #14 (octubre de 1977), Marvel Fanfare vol. 1 #1-4 (marzo–septiembre de 1982), Captain America #415-417 (mayo–julio de 1993), X-Men: The Hidden Years #4 (marzo de 2000), Cable & Deadpool #49 (marzo de 2008), y Marvel Comics Presents #6-7 (abril–mayo de 2008).
Lorelei apareció como parte de la entrada "Mutados de la Tierra Salvaje" en el Manual Oficial de Marvel Universe Deluxe Edition # 11.

## Biografía ficticia
Lorelei es una nativa de la Tierra Salvaje hasta que Magneto la convierte en una sirena mutada, cuya voz puede poner a los hombres en un trance hipnótico, y se coloca en su grupo Mutados de la Tierra Salvaje. Sin embargo, la máquina que Magneto había utilizado para potenciar sus creaciones de la Tierra Salvaje finalmente se destruye. Como resultado, Lorelei perdió sus poderes de sirena.
Algún tiempo después, se la vio con sus poderes restaurados de alguna manera. Hizo una nueva aparición con la Hermandad de Mutantes Diabólicos.
Años más tarde, se vio a Lorelei aliada con el Técnico Superior en la Tierra Salvaje. Ella luchó contra el Capitán América e intentó hipnotizar al Falcon, pero es derrotada rápidamente por Iguana.
Mucho más tarde, manipuló a Ka-Zar para luchar contra Deadpool. Esto era parte de una misión para expandir el dominio de la Tierra Salvaje. Utiliza a muchos de los habitantes de la Tierra. Deadpool dispara su viaje prehistórico y la deja cayendo hacia un grupo de dinosaurios. Ella sobrevive a este incidente.
Lorelei ayuda a perseguir a los mercenarios invasores.

## Poderes y habilidades
Lorelei puede paralizar hipnóticamente a los hombres cantando, o manipularlos y ponerlos bajo su control. Lorelei también podía usar su cabello para inmovilizar a sus oponentes, sin embargo, este poder fue despojado cuando su cabello fue cortado por un mercenario.

## Otras versiones

### Ultimate Marvel
Lorelei ha aparecido en el universo Ultimate como miembro de la Hermandad de Mutantes Diabólicos. Ella hipnotizó a Thor para que atacara a Valquiria.
Más tarde se hace pasar por la madre del delirante terrorista Hombre Múltiple; ambos trabajan para Magneto. Los dos son asesinados por Wolverine en la Tierra Salvaje durante Ultimatum.